# Camp visual

Camp visual humà.

El camp visual és l'espai en el qual poden ser vists els objectes mentre la mirada roman fixa en un punt determinat.
No és exactament el mateix que el camp de visió.
La seva amplitud varia amb la grandària dels objectes i amb el seu color, amb la intensitat de la il·luminació ambient, amb el contrast entre objecte i fons i amb l'estat d'adaptació de l'ull. En un ull normal abasta cap a fora 90° o més; cap a dintre, entre 45° i 60º; cap amunt entre 45° i 55º; i, cap avall, entre 50º i 70º.
Un camp visual normal exigeix: 
1. La transparència de còrnia, cristal·lí i vitri.
2. La retina ha de mantenir la seva integritat tant en la zona macular (que es correspondrà amb el camp visual central) com en la zona perifèrica (que determinarà l'extensió total del camp (camp visual perifèric).
3. Quan hagi de determinar-se la normalitat del camp visual central, l'ull que s'explora ha d'estar en òptimes condicions refractives, ja que el camp central s'influeix per una bona agudesa visual, circumstància que no ocorre amb el camp visual perifèric, que pot mantenir-se normal amb baixes agudeses visuals.